# Andrea Dandolo (Duca di Candia)
Andrea Dandolo (* vor 1248 in Venedig; † September 1298 bei Curzola) war ein Angehöriger einer der einflussreichsten Familien Venedigs, Podestà verschiedener Städte auf der Halbinsel Istrien, schließlich „Herzog von Kandia“ und Flottenführer der Republik Venedig. Als Sohn des Dogen Giovanni Dandolo begann seine politische Karriere, die ihn bis zum Duca di Candia machte, dem Herrn über das Kolonialreich Venedigs im östlichen Mittelmeer. Während des zweiten Krieges zwischen Genua und Venedig (1294–1299) kam er in Folge der wohl größten Seeschlacht des Mittelalters ums Leben, die vor der heute kroatischen Insel Korčula stattfand.

## Leben

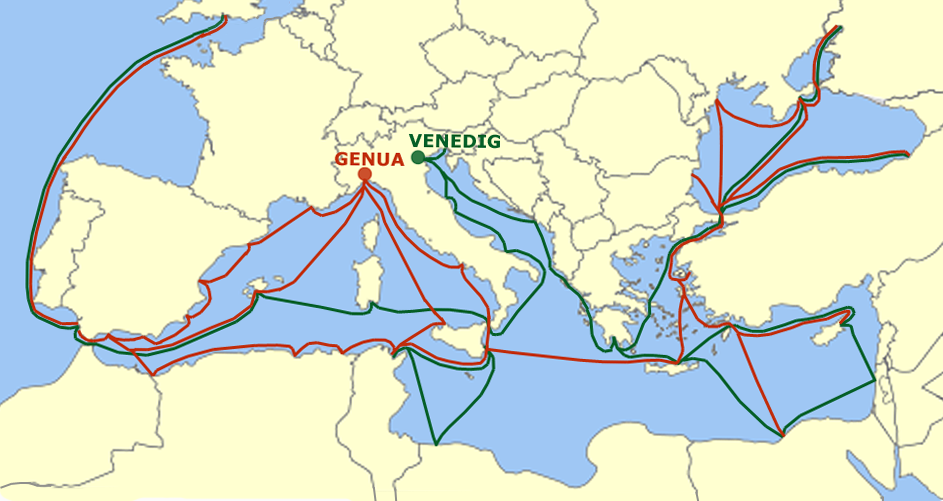
Handelswege Genuas und Venedigs

Andrea Dandolo gehörte zum San-Moisè-Zweig der einflussreichen Dandolo-Familie, deren bedeutendster Vertreter wohl der Doge Enrico Dandolo war, der das Amt von 1192 bis 1205 ausfüllte. Dieser gilt als energischster Betreiber der Eroberung Konstantinopels im Zuge des Vierten Kreuzzugs und der Gründung des Lateinischen Kaiserreichs, das jedoch 1261 wieder verschwand. Doch auch danach blieben diejenigen Gebiete des 1204 zerschlagenen Byzantinischen Reiches, die an Venedig gefallen waren, überwiegend unter der Herrschaft der Serenissima, wie Venedig häufig genannt wird, oder venezianischer Familien, die sich in der Ägäis eigene Herrschaftsgebiete erobert hatten. 
Andrea Dandolo war seinerseits der älteste Sohn des Giovanni Dandolo, Doge von 1280 bis 1289. In den Quellen erscheint er in den Jahren 1264 bis 1268 mit der Zusatzbemerkung, er sei der Sohn des Dogen, während er 1268 und 1269 nur noch als „Andreas Dandulus“ geführt wird. Dabei führt er dort zugleich den Beinamen Calo, der später zu Calvo wurde (kahlköpfig). Aus den Jahren 1269 bis 1274 erfahren wir nichts von seinen politischen Aktivitäten. 
Ab 1274 übernahm er bedeutende Funktionen, wie die eines Kastellans von Koron und Modon, der Doppelfestung auf der Peloponnes also, die für den venezianischen Handel im östlichen Mittelmeer von größter Bedeutung war. 1276 wurde er Bailò von Negroponte, und noch im selben Jahr übernahm er das Amt eines Podestà von Montone, einer gerade erst an Venedig gekommenen Stadt auf Istrien. Bei den fortdauernden Kämpfen auf der Halbinsel nahe Venedig waren einerseits der Graf von Görz und andererseits der Patriarch von Aquileia die Hauptgegner, die die Städte in ihren Umabhängigkeitsbemühungen mehr als ein Jahrzehnt lang gegen Venedig unterstützten. Dabei sammelte Andrea Dandolo erste militärische Erfahrungen. Kaum durch einen Nachfolger ersetzt, wie es in Venedig üblich war, führte er eine Gesandtschaft an den Hof Karls I. von Anjou, der 1266 und 1268 die Staufer in Süditalien besiegt hatte, und der die Eroberung Konstantinopels und die Wiedererrichtung des Lateinischen Kaiserreichs anstrebte.
Als sein Vater 1280 zum Dogen gewählt wurde, war dies auch Andrea Dandolos Karriere förderlich, denn er wurde zum Duca di Candia, zum zivilen und militärischen Herrn über Kreta mit Residenz in der Hauptstadt, dem heutigen Iraklio, erhoben. Dies war von besonderer Bedeutung, da Kreta das Kernstück des venezianischen Kolonialreichs darstellte. 1281 kehrte er erneut nach Venedig zurück und nahm bis 1282 seinen Sitz im Großen Rat ein. 1283 ging er zum zweiten Mal nach Istrien, diesmal als erster Podestà von Pirano, womit er sich erneut diesen Kämpfen widmete. Doch danach erhielt er während des Dogats seines Vaters kein bedeutendes Amt mehr. 

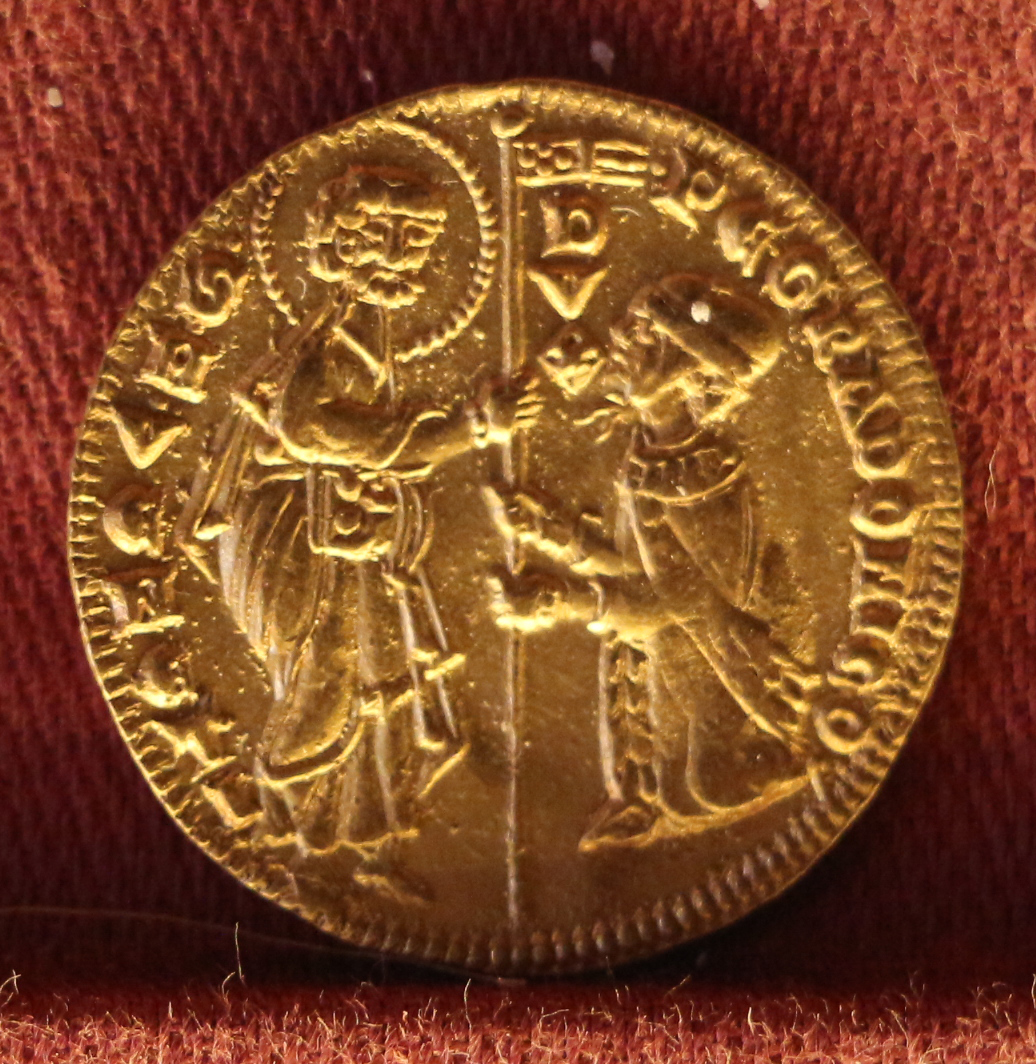
Zur Zeit des Dogen Pietro Gradenigo (1289–1311) geprägter Zecchino

Erst unter dessen Nachfolger Piero Gradenigo erhielt er 1291 das Amt eines Capitano der Infanterie im Krieg gegen Padua. 1292 wurde er erneut im Großen Rat zum Duca di Candia gewählt. Die Bedeutung dieses Amtes war mit dem Verlust der letzten christlichen Festung im Heiligen Land, die einen Hafen aufwies, nämlich von Akkon, enorm angestiegen. Dieser Verlust veranlasste nicht nur Venedig, nach neuen Möglichkeiten des Zugangs zu den zentral- und südasiatischen Märkten zu suchen, sondern auch Genua. Andrea Dandolo blieb bis 1296 Duca, um in diesem Jahr die Leitung einer Flotte zu übernehmen. Mit deren Hilfe gelang es ihm, die Genuesen aus der Adria und aus den Gewässern um Sizilien zu vertreiben. Dieser Erfolg veranlasste die Serenissima dazu, ihn als Capitano generale zum Admiral über die gesamte Flotte zu ernennen. 
Beide Seemächte suchten nun eine endgültige Entscheidung zur See. Anfang Herbst 1298 drang eine genuesische Flotte unter dem Kommando des Lamba Doria in die Adria ein. Zwar sind die Quellenangaben über die Flottenstärke widersprüchlich, doch wird angenommen, dass die Venezianer 90 und die Genuesen 80 Kriegsgaleeren in die Schlacht vor der Insel Curzola führten. In dieser Seeschlacht, die am 8. September stattfand, und die zugleich die größte Seeschlacht zwischen den beiden Seestädten war, siegten die Genuesen. Tausende von Seeleuten kamen dabei ums Leben und Tausende wurden gefangen genommen. Unter den Gefangenen, die nach Genua verfrachtet wurden, war auch Marco Polo, der in Gefangenschaft in Genua mit Hilfe des Schriftstellers Rustichello sein Buch Il Milione schrieb, das die Welt für immer verändert hat.
Über das weitere Schicksal Dandolos gibt es gleichfalls widersprüchliche Angaben. Nach einigen Quellen kam er in der Schlacht ums Leben, nach anderen überlebte er noch einige Tage, um an einem Fieber oder an den erlittenen Verletzungen zu sterben. Wieder nach anderen soll er sich aus Schmerz über die Niederlage und den Verlust der Flotte selbst getötet haben.